# Ángel R. Cabada
Ángel R. Cabada là một đô thị thuộc bang Veracruz, México. Năm 2005, dân số của đô thị này là 32960 người.